# Juan Manuel Oliva Ramírez
Juan Manuel Oliva Ramírez (León, Guanajuato; 21 de enero de 1960) es un periodista y político mexicano. Fue gobernador de Guanajuato entre 2006 y 2012.
Es licenciado en Periodismo egresado de la Escuela de Periodismo Carlos Septién García, inició su carrera profesional como reportero para varios periódicos de la región del Bajío y de otras partes del país.
Fue miembro del Partido Acción Nacional desde 1989 hasta 2025, ha ocupado diversos cargos dentro de la estructura tanto estatal como nacional, fue presidente estatal del PAN y funcionario del Gobierno Municipal de León.
En 2000, fue elegido Senador de la República pero no ocupó el cargo hasta 2003 debido a que el gobernador Juan Carlos Romero Hicks lo nombró Secretario de Gobierno.
En 2005 fue elegido por su partido como candidato a Gobernador y fue postulado candidato común del PAN y del Partido Nueva Alianza a la gubernatura. Ganó las elecciones estatales de 2006 y asumió el cargo el 26 de septiembre de 2006.
El 29 de marzo de 2012 solicitó licencia  la gubernatura al ser nombrado Secretario General adjunto para asuntos electorales del Comité Ejecutivo Nacional del PAN.